# Luigi Freddi
Pour les articles homonymes, voir Fredi.
Luigi Freddi (né à Milan le 12 juin 1895 et mort à Sabaudia le 17 mars 1977) est un journaliste et homme politique italien connu surtout pour avoir été vice-secrétaire des faisceaux italiens de l'étranger, puis un des principaux responsables de la politique cinématographique italienne dans la seconde moitié des années 1930 et au début des années 1940.

## Biographie
Futuriste, légionnaire de Fiume, rédacteur du Il Popolo d'Italia et squadriste, en 1920 Luigi Freddi est parmi les fondateurs de l'avant-garde estudiantine au sein des faisceaux italiens de combat et directeur de la revue Giovinezza.
Il est par la suite chef du bureau de presse du parti national fasciste (1923-1924), vice-secrétaire des faisceaux italiens de l'étranger (1927) et vice-directeur de la mostra de la révolution fasciste.
En 1934, il est nommé chef de la direction générale de la cinématographie, organisme de contrôle fasciste du cinéma. L'idée de Freddi est de viser un cinéma de type américain, imitant le modèle commercial hollywoodien au détriment de celui de propagande soviétique.
Lorsqu'en 1935 les studios de la maison de production romaine Cines sont détruits par un incendie, Freddi profite de l'occasion pour réaliser son rêve d'une Hollywood italienne et fonde à la périphérie de Rome, Cinecittà dont il assume la direction. Il est aussi à l'origine du centre expérimental de la cinématographie et de la revue Bianco e Nero, véritable vivier de jeunes talents.
Il a été marié à Marina Chaliapine, l'une des filles du chanteur d'opéra russe Fédor Chaliapine.